# Festungs-Division Stettin (Wehrmacht)
Die Festungs-Division Stettin war ein Großverband des Heeres der deutschen Wehrmacht im Zweiten Weltkrieg in der Heeresgruppe Weichsel.

## Divisionsgeschichte
Die Division wurde am  22. März 1945 in der pommerischen Hauptstadt Stettin, Wehrkreis II, zur Verteidigung derselbigen im Zuge der Strategie der festen Plätze aufgestellt und dem XXXII. Armee-Korps der 3. Panzerarmee unterstellt. Mit dem Vormarsch der Roten Armee auf die Stadt flohen Teile der Division nach Westen, wo sie später durch britische Truppen kriegsgefangen wurden. Die Restteile der Division kapitulierte am 26. April 1945 gegenüber der Roten Armee und die Stadt Stettin wurde eingenommen.

## Gliederung Mitte April 1945
- Festungs-Regiment Stettin 1 aus Festungs-Regiment 43 (mit Festungs-Bataillon 1453 und Festungs-Bataillon 1454)
- Festungs-Regiment Stettin 2 aus Festungs-Regiment 44 (mit Festungs-Bataillon 1455 und Festungs-Bataillon 1457)
- Festungs-Regiment Stettin 3 aus Alarm-Bataillon Over und Alarm-Bataillon Roy
- Festungs-Regiment Stettin 4 aus Alarm-Bataillon Benner und Alarm-Bataillon Laase
- Festungs-Regiment Stettin 5 aus 1. Marine-Infanterie-Bataillon, Polizei-Kompanie und Feldersatz-Bataillon
- Festungs-MG-Bataillon 85
- Festungs-MG-Bataillon Stettin A
- Festungs-Artillerie-Regiment 3132 mit Festungs-Stamm-Artillerie-Abteilung 3156, Festungs-Stamm-Artillerie-Abteilung 3158 als II. und III.
- Festungs-Pak-Verband VIII mit vier Kompanien/XXIV und acht Kompanien/XXVII
- Bau-Pionier-Regimentsstab 555 mit Stellungs-Bau-Stab 103 und Bataillone 795, 254, 96

## Kommandeur
- Generalmajor Rudolf Höfer: von der Aufstellung bis April 1945
- Generalmajor Ferdinand Brühl: April 1945 bis zur Auflösung